# Il maestro (film 1989)
Il maestro è un film del 1989 diretto da Marion Hänsel, con Malcolm McDowell e Charles Aznavour, tratto dal racconto La giacca verde di Mario Soldati.

## Trama
Verso la fine della seconda guerra mondiale, si sviluppa una strana amicizia tra un celebre direttore d'orchestra e un musicista mediocre, mentre entrambi si nascondono dai nazisti.